# Royal Rumble 2024
Royal Rumble 2024 è la trentasettesima edizione dell'omonimo pay-per-view di wrestling prodotto dalla WWE. L'evento si è svolto il 27 gennaio 2024 al Tropicana Field di Saint Petersburg (Florida) ed è stato trasmesso in diretta su Peacock negli Stati Uniti e sul WWE Network nel resto del mondo.
L'evento, annunciato il 13 settembre 2023 si è svolto al Tropicana Field di Saint Petersburg, in Florida. L'arena aveva già ospitato l'edizione del 2021 durante il periodo della pandemia di COVID-19.

## Storyline

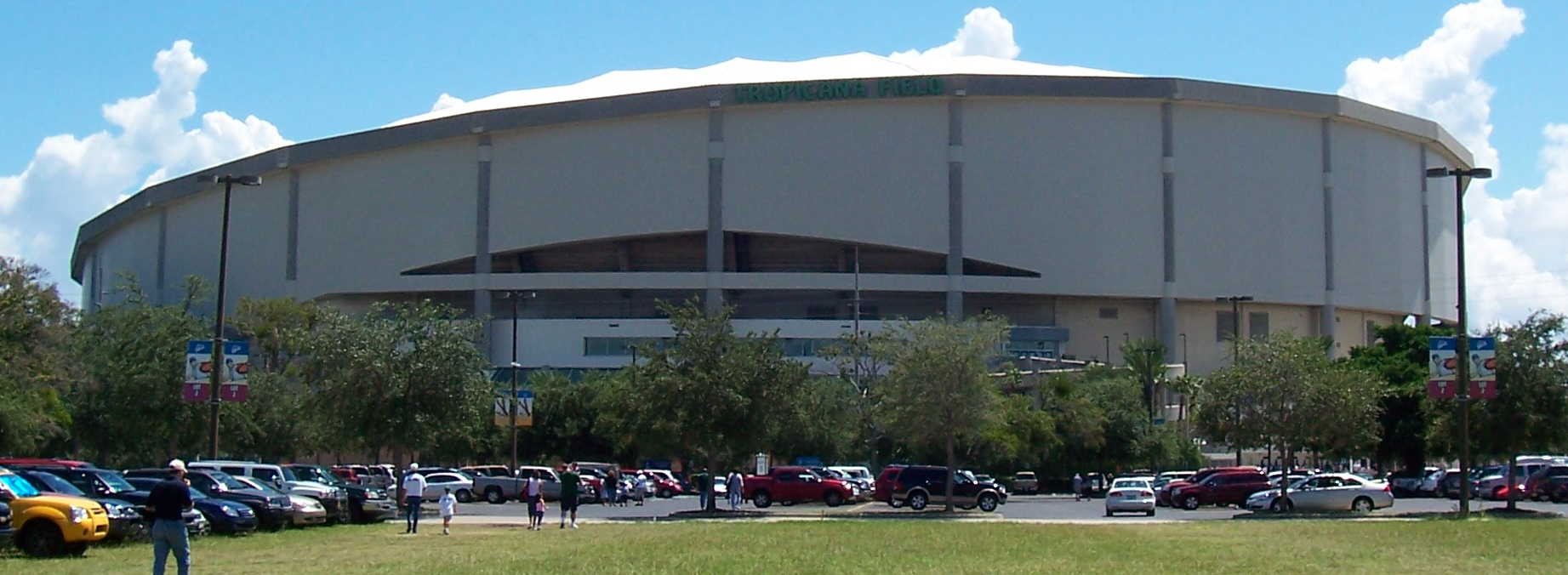
Tropicana Field visto dall'esterno

Come ogni anno, si è tenuto il royal rumble match, il cui vincitore ha ottenuto un match per sfidare, a sua scelta, l'Undisputed WWE Universal Championship o per il World Heavyweight Championship a WrestleMania XL. Come di consueto si è svolto anche l'omonimo match in versione femminile e la vincitrice si è guadagnato un incontro per sfidare, a scelta, la detentrice del WWE Women's Championship oppure del Women's World Championship.
Nella puntata del 1º dicembre 2023, Logan Paul annunciò un torneo ad otto uomini per decretare il suo sfidante a Royal Rumble. Il torneo vedeva la partecipazione di: Austin Theory, Bobby Lashley, Carmelo Hayes, Dragon Lee, Grayson Waller, Karrion Kross, Kevin Owens e Santos Escobar. Questi ultimi due avanzarono nel torneo fino alla finale, svoltasi nella puntata di SmackDown del 5 gennaio 2024, vinta da Owens che finito il match sferra anche un pungo al campione Logan Paul, entrato nel ring.
Prima del suo infortunio alla schiena nel maggio del 2022, Randy Orton era in faida con la Bloodline. Orton è ritornato il 25 novembre successivo, a Survivor Series WarGames, e nella puntata di SmackDown del 1º dicembre, dopo aver attaccato Solo Sikoa e Jimmy Uso, ha firmato il contratto che lo lega allo show blu. Due settimane dopo, ritorna anche AJ Styles soccorrendo Orton e LA Knight dagli attacchi della Bloodline, prima di attaccare lo stesso Knight. La settimana successiva, Styles rivela di averlo attaccato perché aveva preso il suo posto nel tag team match di Fastlane, ad ottobre. A questo punto, il general manager Nick Aldis annuncia un triple threat match per decretare lo sfidante al titolo di Reigns alla Rumble, nella puntata del 5 gennaio 2024. Tuttavia, il match termina in no contest per un'interferenza della Bloodline con il general manager che annuncia, all'orecchio di Paul Heyman, un fatal four-way match.

## Risultati
| # | Match                                                                              | Stipulazioni                                                     | Durata  |
| - | ---------------------------------------------------------------------------------- | ---------------------------------------------------------------- | ------- |
| 1 | Bayley ha vinto eliminando per ultima Liv Morgan                                   | 30-woman royal rumble match                                      | 1:05:00 |
| 2 | Roman Reigns (c) (con Paul Heyman) ha sconfitto AJ Styles, LA Knight e Randy Orton | Fatal four-way match per l'Undisputed WWE Universal Championship | 19:30   |
| 3 | Logan Paul (c) ha sconfitto Kevin Owens per squalifica                             | Single match per il WWE United States Championship               | 14:00   |
| 4 | Cody Rhodes ha vinto eliminando per ultimo CM Punk                                 | 30-man royal rumble match                                        | 1:08:25 |

## Royal rumble match

### Femminile
– Wrestler di Raw
     – Wrestler di SmackDown
     – Wrestler di NXT

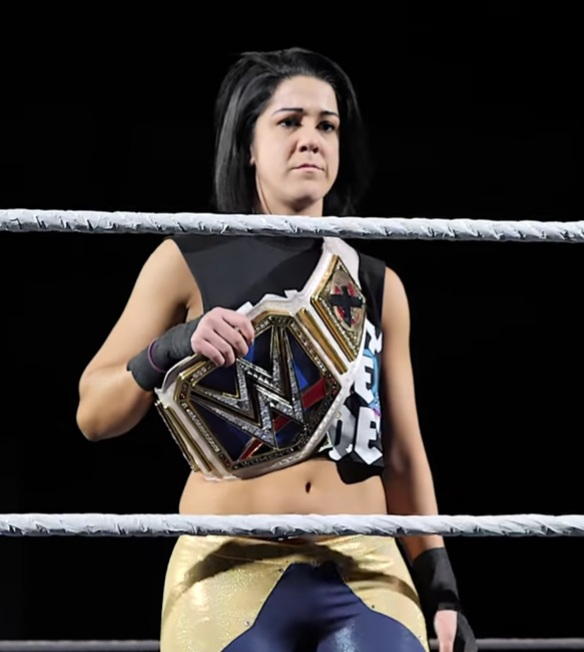
Bayley, vincitrice del royal rumble match femminile

     – Non affiliata a nessun roster
     – Vincitrice
| #   | Superstar        | Ordine | Eliminata da                  | Tempo   | Eliminazioni |
| --- | ---------------- | ------ | ----------------------------- | ------- | ------------ |
| #1  | Natalya          | 3      | Tegan Nox                     | 20:57   | 0            |
| #2  | Naomi            | 25     | Jade Cargill                  | 1:02:10 | 2            |
| #3  | Bayley           | —      | Vincitrice                    | 1:03:03 | 7            |
| #4  | Candice LeRae    | 2      | Asuka, Bayley e Kairi Sane    | 15:23   | 0            |
| #5  | Jordynne Grace   | 7      | Bianca Belair                 | 19:10   | 0            |
| #6  | Indi Hartwell    | 1      | Bayley                        | 3:23    | 0            |
| #7  | Asuka            | 6      | Katana Chance e Kayden Carter | 12:59   | 1            |
| #8  | Ivy Nile         | 10     | Nia Jax                       | 23:27   | 0            |
| #9  | Katana Chance    | 13     | Nia Jax                       | 25:48   | 1            |
| #10 | Bianca Belair    | 26     | Bayley                        | 47:46   | 1            |
| #11 | Kairi Sane       | 5      | Kayden Carter                 | 5:00    | 1            |
| #12 | Tegan Nox        | 4      | Bayley                        | 1:22    | 1            |
| #13 | Kayden Carter    | 8      | Piper Niven                   | 11:48   | 2            |
| #14 | Chelsea Green    | 14     | Becky Lynch                   | 17:32   | 0            |
| #15 | Piper Niven      | 12     | Nia Jax                       | 12:39   | 1            |
| #16 | Xia Li           | 9      | Nia Jax                       | 6:46    | 0            |
| #17 | Zelina Vega      | 17     | Shayna Baszler e Zoey Stark   | 20:00   | 0            |
| #18 | Maxxine Dupri    | 11     | Bayley                        | 6:39    | 0            |
| #19 | Nia Jax          | 21     | Jade Cargill                  | 20:15   | 8            |
| #20 | Shotzi           | 20     | Nia Jax                       | 15:14   | 0            |
| #21 | Becky Lynch      | 24     | Naomi                         | 22:29   | 1            |
| #22 | Alba Fyre        | 16     | Naomi                         | 6:21    | 0            |
| #23 | Shayna Baszler   | 18     | Nia Jax                       | 8:27    | 1            |
| #24 | Valhalla         | 15     | Nia Jax                       | 0:05    | 0            |
| #25 | Michin           | 19     | Nia Jax                       | 5:02    | 0            |
| #26 | Zoey Stark       | 22     | Liv Morgan                    | 9:58    | 1            |
| #27 | Roxanne Perez    | 23     | Tiffany Stratton              | 8:29    | 0            |
| #28 | Jade Cargill     | 28     | Liv Morgan                    | 11:03   | 2            |
| #29 | Tiffany Stratton | 27     | Bayley                        | 6:52    | 1            |
| #30 | Liv Morgan       | 29     | Bayley                        | 6:26    | 2            |

### Maschile
– Wrestler di Raw
     – Wrestler di SmackDown
     – Wrestler di NXT

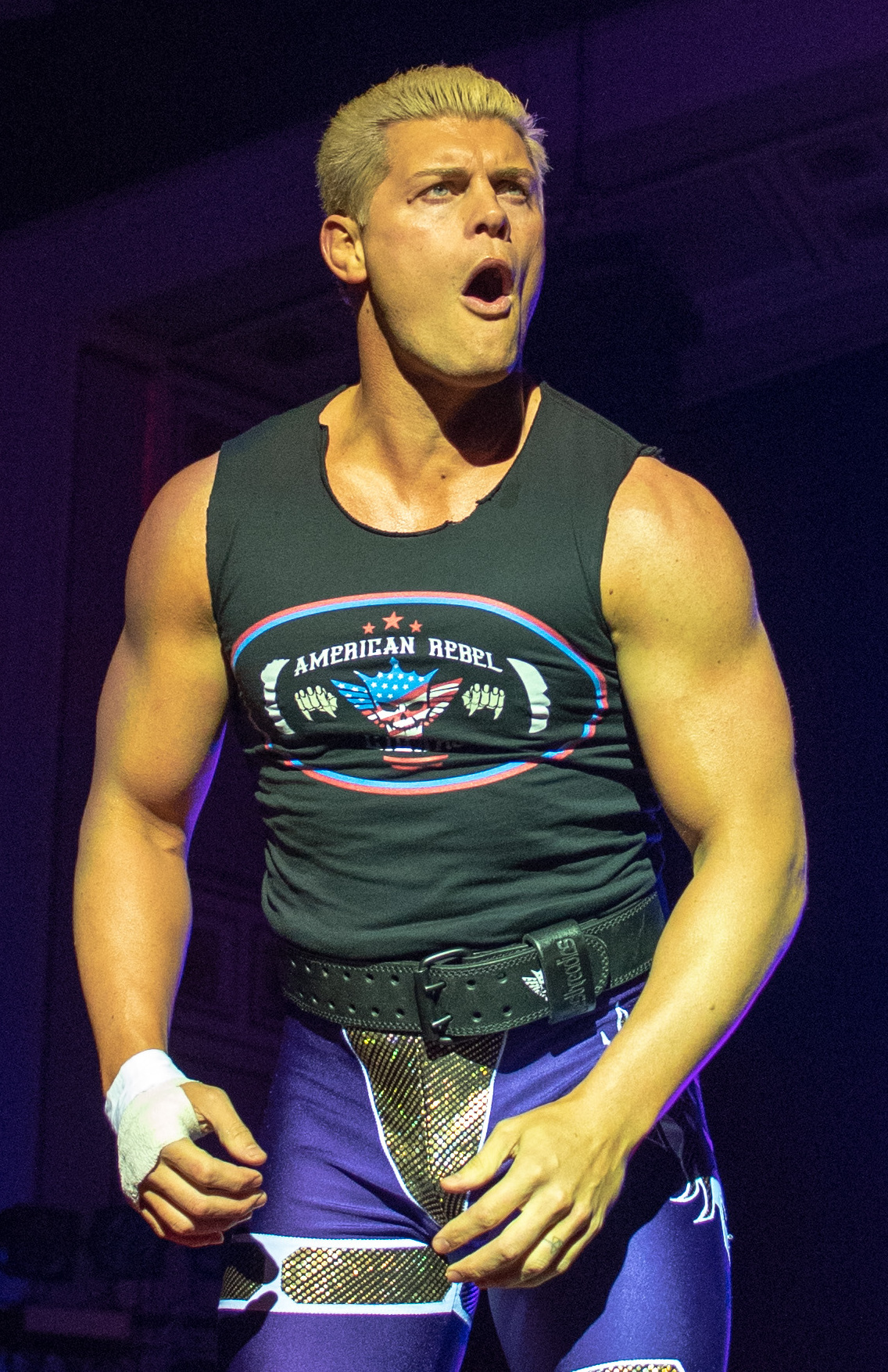
Cody Rhodes, vincitore del Royal Rumble match maschile

     – Non affiliato a nessun roster
     – Vincitore
| #   | Superstar         | Ordine | Eliminato da     | Tempo | Eliminazioni |
| --- | ----------------- | ------ | ---------------- | ----- | ------------ |
| #1  | Jey Uso           | 23     | Gunther          | 50:50 | 1            |
| #2  | Jimmy Uso         | 12     | Bron Breakker    | 34:08 | 0            |
| #3  | Grayson Waller    | 1      | Carmelo Hayes    | 4:06  | 0            |
| #4  | Andrade           | 8      | Bronson Reed     | 23:00 | 0            |
| #5  | Carmelo Hayes     | 6      | Finn Bálor       | 17:07 | 1            |
| #6  | Shinsuke Nakamura | 9      | Cody Rhodes      | 20:50 | 0            |
| #7  | Santos Escobar    | 2      | Carlito          | 6:36  | 0            |
| #8  | Karrion Kross     | 4      | Bobby Lashley    | 6:21  | 1            |
| #9  | Dominik Mysterio  | 21     | CM Punk          | 33:21 | 1            |
| #10 | Carlito           | 3      | Bobby Lashley    | 2:23  | 1            |
| #11 | Bobby Lashley     | 5      | Karrion Kross    | 1:34  | 2            |
| #12 | Ludwig Kaiser     | 10     | Kofi Kingston    | 9:28  | 0            |
| #13 | Austin Theory     | 7      | Cody Rhodes      | 3:56  | 0            |
| #14 | Finn Bálor        | 13     | Bron Breakker    | 11:21 | 1            |
| #15 | Cody Rhodes       | —      | Vincitore        | 45:01 | 4            |
| #16 | Bronson Reed      | 14     | Omos             | 10:40 | 1            |
| #17 | Kofi Kingston     | 11     | Gunther          | 3:35  | 1            |
| #18 | Gunther           | 28     | Cody Rhodes      | 30:10 | 3            |
| #19 | Ivar              | 15     | Bron Breakker    | 4:57  | 0            |
| #20 | Bron Breakker     | 18     | Dominik Mysterio | 5:19  | 4            |
| #21 | Omos              | 17     | Bron Breakker    | 2:42  | 1            |
| #22 | Pat McAfee        | 16     | Autoeliminazione | 0:37  | 1            |
| #23 | JD McDonagh       | 19     | Jey Uso          | 0:03  | 0            |
| #24 | R-Truth           | 20     | Damian Priest    | 2:57  | 0            |
| #25 | The Miz           | 22     | Gunther          | 6:07  | 0            |
| #26 | Damian Priest     | 25     | Sami Zayn        | 10:24 | 1            |
| #27 | CM Punk           | 29     | Cody Rhodes      | 21:44 | 2            |
| #28 | Ricochet          | 24     | Drew McIntyre    | 5:11  | 0            |
| #29 | Drew McIntyre     | 27     | CM Punk          | 9:52  | 2            |
| #30 | Sami Zayn         | 26     | Drew McIntyre    | 3:19  | 1            |